# نادي أهلي حلب لكرة السلة
نادي أهلي حلب لكرة السلة هو نادي كرة سلة سوري من مدينة حلب. حصل على 20 لقب دوري و21 لقب كأس سوريا ويعتبر من أنجح فرق كرة السلة في سوريا.